# Мисливці за ураганами

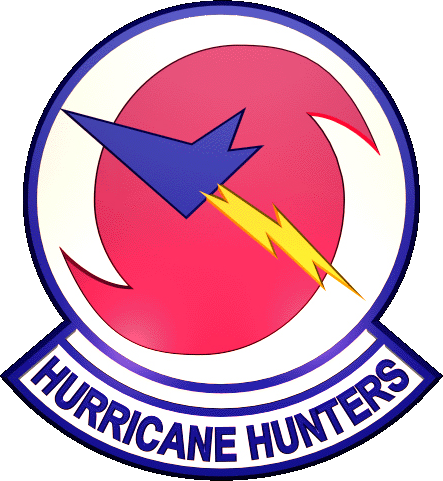
Емблема групи

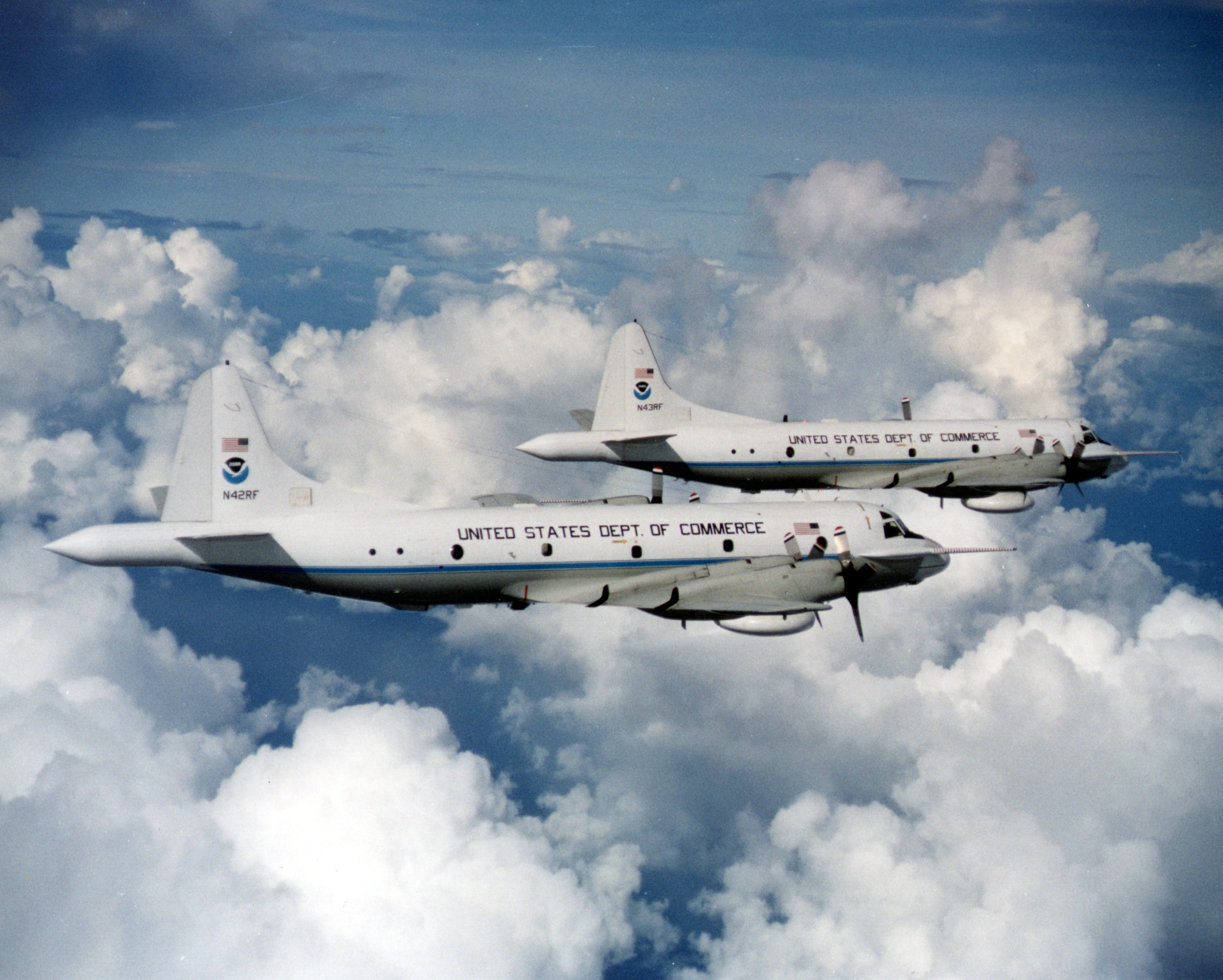
Літаки WP-3D Orion мисливців за ураганами в польоті

Мисливці за ураганами (англ. Hurricane Hunters) — збірна назва авіаційних дослідницьких груп, що займаються польотами до тропічних циклонів в районі відповідальності США, тобто на півночі Атлантичного і на північному сході Тихого океанів. Групи, що працюють на північному заході Тихого океану, також називають «мисливцями за тайфунами» (Typhoon Chasers або Typhoon Trackers). До складу подібних груп входять літаки Повітряних сил, Військово-морських сил і Національного управління океанічних і атмосферних досліджень. Польоти до тропічних циклонів почалися ще до появи супутникової зйомки земної поверхні, але і зараз літаки дозволяють збір великої кількості інформації, недоступної іншими засобами. Зокрема, напряму або за допомогою скидних зондів, вони збирають детальні дані щодо атмосферного тиску, вологості повітря, температури, швидкості вітру та інших параметрів, що потім використовуються для наукових досліджень та для прогнозування розвитку тропічних циклонів.